# Équipe d'Antigua-et-Barbuda féminine de football
Cet article traite de l'équipe féminine. Pour l'équipe masculine, voir Équipe d'Antigua-et-Barbuda de football.
Maillots
L'équipe d'Antigua-et-Barbuda féminine de football est l'équipe nationale qui représente Antigua-et-Barbuda dans les compétitions internationales de football féminin. Elle est gérée par la Fédération d'Antigua-et-Barbuda de football.
Les Antiguayennes n'ont jamais disputé une phase finale d'une compétition majeure de football féminin, que ce soit le Championnat féminin de la CONCACAF, la Coupe du monde ou les Jeux olympiques.

## Classement FIFA
| Année              | 2006 | 2007 | 2008 | 2009 | 2010 | 2011 | 2012 | 2013 | 2014 | 2015 | 2016 | 2017 | 2018 | 2019 | 2020 |
| ------------------ | ---- | ---- | ---- | ---- | ---- | ---- | ---- | ---- | ---- | ---- | ---- | ---- | ---- | ---- | ---- |
| Classement mondial | 130  | 144  | 117  | 92   | 126  | 136  | 129  | 116  | 130  | 138  | 128  | 119  | 146  | 149  | 137  |